# Confederação Antilhana

A Bandeira Revolucionária de Lares foi também proposta para representar a Confederação Antilhana. A bandeira é derivada da bandeira da República Dominicana de 1844 a 1849.

A Confederação Antilhana foi a ideia veemente de Ramón Emeterio Betances, sobre a necessidade de nativos das Grandes Antilhas espanholas a se unirem em uma entidade regional que procurava preservar a soberania e o bem-estar de Cuba, República Dominicana e Porto Rico.
Sua principal ideia era terminar, subsequentemente, o colonialismo europeu nas Américas, bem como uma reposta a Doutrina Monroe em relação a sua frase: América para os americanos, que Ramón Emeterio Betances defendeu as Antilhas para os Antilhanos. O principal ponto de encontro dos idealistas era San Felipe de Puerto Plata, na República Dominicana.
Os fortes apoiadores desta ideia:
- Eugenio María de Hostos,[1] também conhecido como O Cidadão das Américas
- Gregorio Luperón, herói da Guerra da restauração da República Dominicana.
- José Martí, muitas vezes referido como O Apóstolo da Independência Cubana.
- José de Diego
- Ramón Emeterio Betances